# De Tomaso Vallelunga
De Tomaso Vallelunga - спортивний автомобіль із заднім середньомоторним, задньопривідним компонуванням, що випускався De Tomaso з 1964 по 1968 рік.

## Історія
Аргентинський автогонщик - Алехандро Де Томасо, який влаштувався в Італії, заснував свою фірму в 1959 році і спочатку випускав гоночні автомобілі з двигунами OSCA.
Vallelunga базувалася на родстері, розробленому дизайнерами Carozzeria Fissore і була названа на честь автодрому Валлелунга (італ. Autodromo di Vallelunga). Перший концепт-кар було представлено на Туринському автосалоні 1964 року. De Tomaso сподівалася продати дизайн концепт-кара іншої компанії, можливо Ford; у результаті, після численних відмов, автомобіль був побудований Ghia.

## Характеристики
Двигун - Ford Kent, рядний 4-циліндровий робочим об'ємом 1,5 л, 6200 об/хв, потужністю 104 к.с. (78 кВт), яка встановлювалася також на Ford Cortina. Автомобіль використав провідний міст від Volkswagen Beetle з коробкою Hewland. Шасі — штамповане із трубчастими підрамниками. Підвіска мала подвійні поперечні важелі із пружинами на всіх чотирьох стійках від Triumph. Маса цього невеликого автомобіля складала 726 кг. Кузов виготовлявся зі скловолокна та мав алюмінієві деталі. Гальма - дискові на всіх колесах.

### Двигун
- 1.5 L (1,498 см3) Ford І4 104 к.с. при 6200 об/хв